# Selymes futrinka
A selymes futrinka (Carabus convexus) a futóbogárfélék családjába tartozó, Eurázsiában honos ragadozó bogárfaj.

## Megjelenése
A selymes futrinka testhossza 14-20 mm. Viszonylag kis, széles ovális alakú futrinka. Színe fényes fekete vagy a szárnyfedői szélén az előtorán kékesen fémes fényű. Domború szemei kiállóak. Rágói nagyok és görbék, az ajaktapogatók utolsó szelvénye kiszélesedő, főleg a hímeknél. Az előtor kissé rézsútos, oldalsó szélei keskenyek, felszíne durva, egyenetlen. A szárnyfedők széles ovális alakúak, lapos szélük keskeny. Közepesen domborúak, oldalnézetben eléggé hirtelen lehajlóak. Mindkét szárnyfedőn 3 sor jól kivehető bemélyedés sorakozik, közöttük több (legalább 7) hosszanti barázdával.

## Elterjedése
Eurázsiában honos a Pireneusoktól egészen Nyugat-Szibériáig. Európában elterjedésének északi határa Dél-Skandináviában húzódik, északon ritka és lokális. Angliából és Hollandiából kipusztult. Hét alfaja ismert.  

## Életmódja
Síkságokon, dombvidékeken, alacsony hegységekben egyaránt előfordul. Jellemzően a meleg és száraz élőhelyeket keresi, sok esetben homokos talajú bozótosokban, ritkás erdőkben található meg. Mind az imágó, mind a lárva éjszakai ragadozó; gilisztákkal, kisebb rovarokkal, lárvákkal táplálkoznak. Az imágók tavasztól őszig láthatóak. Tavasszal szaporodnak, a lárvákból Dél-Európában júliusra, északabbra később (Dél-Svédországban csak ősszel) fejlődnek ki az imágók. Nem repül, de a földön eléggé mozgékony. 
Magyarországon védett, természetvédelmi értéke 5 000 Ft.

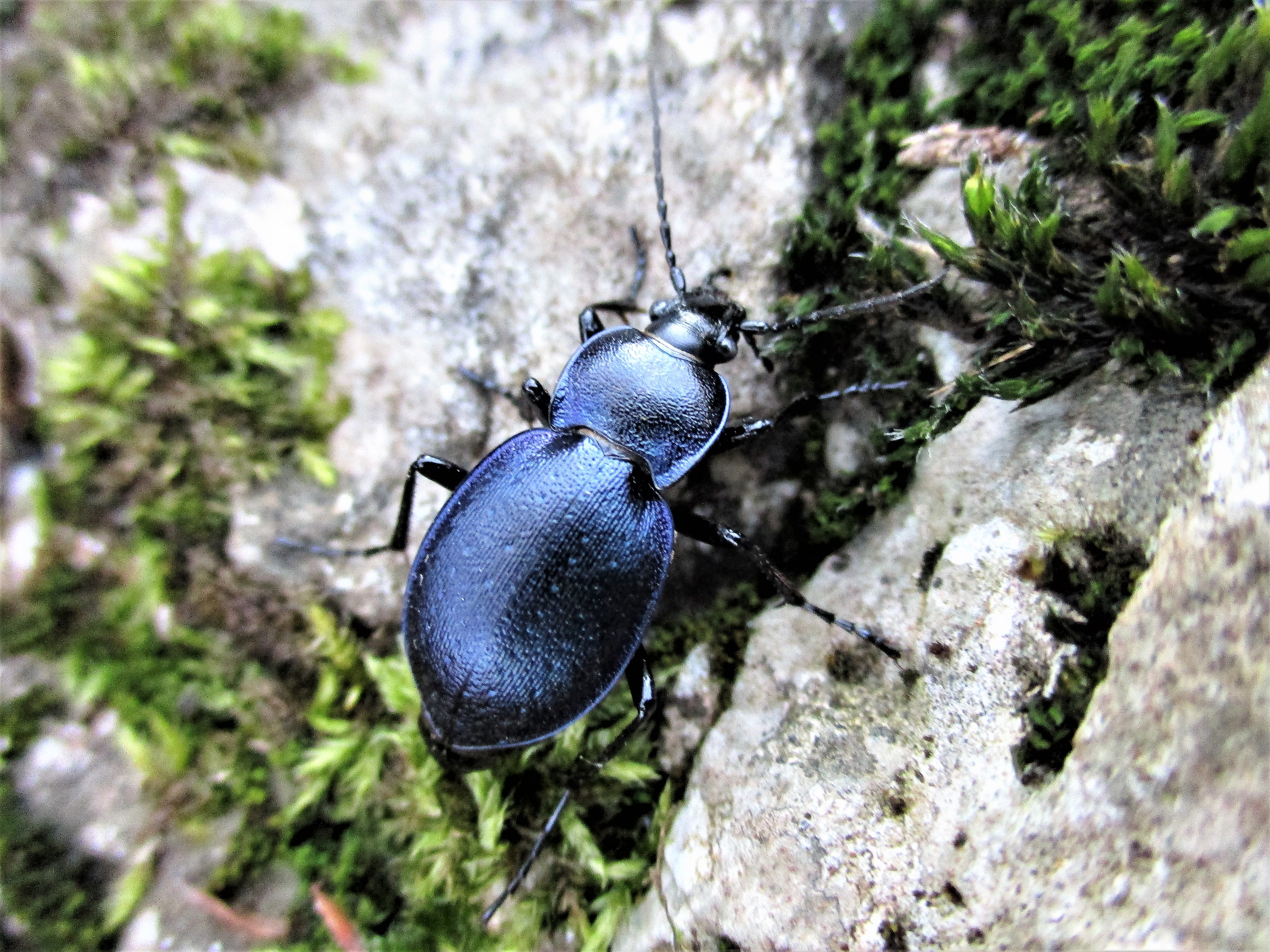
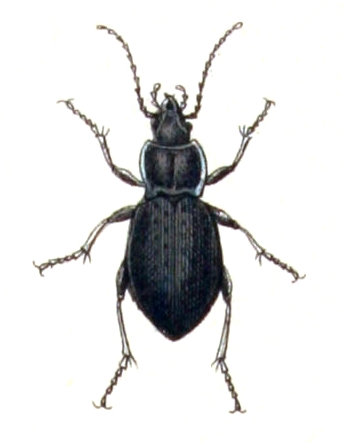